# Keys to Ascension 2
Keys to Ascension 2 ist ein 1997 veröffentlichtes Live-/Studioalbum der Progressive-Rock-Band Yes. Es ist der Nachfolger des in ähnlicher Aufmachung erschienenen Albums Keys to Ascension und enthält wie dieses Liveaufnahmen von Konzerten im März 1996 sowie neue Studioaufnahmen.

## Entstehung

### Die Konzerte in San Luis Obispo
Am 4., 5. und 6. März 1996 hatte die erstmals seit 1979 reformierte "klassische" Yes-Besetzung (Anderson, Howe, Squire, Wakeman, White) im kleinen Freemont Theater, einem Art-déco-Kinosaal in San Luis Obispo, drei Reunion-Konzerte gespielt. Dabei wurden viele Songs aufgeführt, die seit Jahren nicht mehr live präsentiert worden waren. Von diesen Konzerten stammen die Livetracks auf CD 1.
Da nur drei Konzerte gespielt wurden, aus denen man Aufnahmen für ein Livealbum zusammenstellen konnte, hielt man es für nötig, Fehler nachträglich im Studio zu korrigieren. Das geschah im Verlauf der Jahre 1996 und 1997. Nachdem Gitarrist Steve Howe für die Abmischung des Vorgängers Keys to Ascension alleine die Verantwortung hatte tragen müssen, bat man nun Billy Sherwood, einen seit etwa 1990 im Umfeld der Band tätigen Musiker, beim Nachfolgealbum diese Aufgabe zu übernehmen.

### Studiotracks
Einige Ideen für die neuen Studiotracks gehen bereits auf den Herbst/Winter 1995 zurück, als sich einige Yes-Musiker in verschiedenen Konstellationen in Kalifornien trafen, um neue Musik für das erste Keys to Ascension-Projekt zu schreiben. Andere Songideen sind noch älter: Mind Drive, das Stück, das als Longtrack Keys to Ascension 2 dominiert, geht auf eine rhythmische Idee des Schlagzeugers Alan White aus den 1980er Jahren zurück, als er und Squire kurzzeitig mit dem ehemaligen Led-Zeppelin-Gitarristen Jimmy Page unter dem Namen XYZ (für eX-Yes-&-Zeppelin) zusammen probten. Von White stammt der treibende 14/8-Rhythmus am Anfang des Hauptteils. Weitere Musik steuerte Squire bei. Ein Song Jon Andersons wurde dann während der Sessions in Kalifornien Teil von Mind Drive. Steve Howe und Rick Wakeman, die nicht in größerem Maße am Songwriting beteiligt waren, nahmen ihre Beiträge später im Studio auf.
Children of Light geht auf eine Idee Jon Andersons aus den 1970er Jahren zurück. Er und der Keyboarder Vangelis hatten es bereits mehrmals für Jon-&-Vangelis-Alben vorgesehen, und auch auf Yes- und ABWH-Alben hatte das Stück bereits erscheinen sollen. Zwei weitere Stücke steuerte Steve Howe bei, an denen dann White und Squire mitarbeiteten. Von Wakeman stammt eine Einleitung zu Children of Light namens Lightning, die jedoch wieder gelöscht wurde. Erst auf der Neuveröffentlichung des Keys-Materials unter dem Namen Keysstudio (2001) ist sie zu hören.
Die Aufnahmen für Keys to Ascension 2 begannen kurz nach Beendigung der Promotion für Keys to Ascension im November 1996. In nur etwa fünf Wochen entstanden die 45 Minuten Musik, die später auf der zweiten CD des Albums veröffentlicht wurden. Die neuen Tracks wurden ebenso wie das Livematerial von Billy Sherwood gemischt.
Zunächst war geplant gewesen, das neue Studiomaterial als separates Album unter dem Titel Know zu veröffentlichen. Da ein reines Studioalbum angesichts der enttäuschenden Verkäufe des vorangegangenen Studioalbums Talk für die kleine Plattenfirma CMC wegen des nötigen Werbeaufwandes zu risikoreich schien, entschied man sich allerdings dazu, die übrigen der in San Luis Obispo aufgenommenen Songs zusammen mit dem neuen Material zu veröffentlichen. Daraus ergab sich aufgrund des identischen Konzepts der Name Keys to Ascension 2.

## Schwierigkeiten mit Management und Plattenfirma
Für den Sommer 1997 war eine Tournee mit dem Keys-to-Ascension-Material unter dem Namen Know geplant gewesen. Doch aufgrund schlechter Vorverkäufe (da CMC kaum Werbung für die Keys-Alben gemacht hatte, wussten nur wenige Fans, dass Yes wieder aktiv waren) und weil die Tourdaten nicht mit Rick Wakeman abgesprochen worden waren, der zu dieser Zeit eine Solotournee geplant hatte, wurde die Tour vollständig abgesagt. Wegen dieses chaotischen Managements (Wakeman hatte den Vertrag mit Left Bank Management wohlweislich nicht unterschrieben), aber auch weil man einige seiner musikalischen Beiträge nachträglich gelöscht hatte, verließ Rick Wakeman die Band. Auch hatte er andere Vorstellungen von einer Tournee: Während er sich eine Tour durch große Hallen vorstellte, wollten die anderen Musiker Konzerte in kleineren Clubs spielen, da eine Tour durch große Hallen angesichts der schlechten Verkaufszahlen der letzten Yes-Alben ein zu großes finanzielles Risiko dargestellt hätte. Die Variante, zusammen mit Emerson, Lake and Palmer zu touren, war von allen Beteiligten abgelehnt worden.
Aufgrund der schlechten Verkaufszahlen von Keys to Ascension, die CMC darauf zurückgeführt hatte, dass Yes nicht auf Tournee gegangen waren, um das Album zu promoten, stoppte die Plattenfirma die für den 3. März 1997 geplante Veröffentlichung von Keys to Ascension 2 zunächst. Daraufhin wechselte die Band erneut die Plattenfirma. Ihre neue Firma, Eagle/Beyond, wollte Yes jedoch nicht ohne ein neues Album touren lassen, da sie halb leere Hallen fürchtete. Sie drängte daher die Band, so schnell wie möglich ein neues Studioalbum herauszubringen. Da Yes kein neues Material hatten, wurde ein in der Entstehung begriffenes Album des Squire/Sherwood-Projekts Conspiracy kurzerhand zu einem Yes-Album umfunktioniert. Als von Eagle/Beyond das Erscheinen dieses Albums unter dem Namen Open Your Eyes für das Frühjahr 1998 und eine dazugehörige Tournee für den Oktober angekündigt wurde, entschloss sich CMC, Keys to Ascension 2 doch noch zu veröffentlichen, um vom Marketing des Konkurrenten zu profitieren. Obwohl Eagle/Beyond das Erscheinen von Open Your Eyes auf den 24. November 1997 vorverlegte und die Band damit enorm unter Zeitdruck setzte, erschien Keys to Ascension 2 noch drei Wochen vor dem Konkurrenzprodukt, am 3. November 1997.

## Titelliste

### CD 1 (live)
1. I’ve Seen All Good People – 7:15 (Aufnahme vom 6. März 1996)
  - I. Your Move (Anderson)
  - II. All Good People (Squire)
2. Going for the One (Anderson) – 4:59 (Aufnahme vom 5. März 1996)
3. Time and a Word (Anderson/Foster) – 6:23 (Aufnahme vom 5. März 1996)
4. Close to the Edge (Anderson/Howe) – 19:41 (Aufnahme vom 6. März 1996)
  - I. The Solid Time of Change
  - II. Total Mass Retain
  - III. I Get Up I Get Down
  - IV. Seasons of Man
5. Turn of the Century (Anderson/Howe/White) – 7:55 (Aufnahme vom 5. März 1996)
6. And You and I (Anderson; Themes by Bruford/Howe/Squire) – 10:50 (Aufnahme vom 5. März 1996)
  - I. Cord of Life
  - II. Eclipse (Anderson/Bruford/Howe)
  - III. The Preacher the Teacher
  - IV. Apocalypse

### CD 2 (Studio)
1. Mind Drive (Anderson/Squire/White/Howe/Wakeman) – 18:37
2. Foot Prints (Anderson/Squire/White/Howe) – 9:07
3. Bring Me to the Power (Anderson/Howe) – 7:23
4. Children of Light – 6:03
  - I. Children of Light (Anderson/Vangelis/Squire)
  - II. Lifeline (Wakeman/Howe)
5. Sign Language (Howe/Wakeman) – 3:28

Anmerkungen:
- Die Liedreihenfolge des Livematerials stimmt nicht mit der der tatsächlich gespielten Songabfolge überein.

- Mind Drive geht auf eine Songidee zurück, die bereits im Jahr 1981 von der Band XYZ, (Chris Squire, Alan White und Jimmy Page) gespielt und als Instrumental #1 bekannt wurde. Ein ähnliches Rhythm-Pattern war auch in dem von Bill Bruford und Alan White auf der 'Union'-Tour (1991–1992) gespielten Schlagzeugduett zu hören gewesen.

- Children of Light war bereits für das Album Anderson Bruford Wakeman Howe aufgenommen, damals jedoch nicht veröffentlicht worden. Anderson hatte es bereits in den späten 1970er Jahren geschrieben. In den achtziger Jahren war es für ein Jon-&-Vangelis-Album vorgesehen gewesen, das allerdings nicht zustande gekommen war. Der Song erschien erst auf Keys to Ascension 2. Rick Wakemans Intro Lightning wurde kurz vor der Veröffentlichung gelöscht und erst bei der Wiederveröffentlichung des Songs auf Keysstudio (2001) wiederhergestellt. Stattdessen fehlt dort die Einleitung, die der Song hier hat.

## Cover
Das Cover zu Keys to Ascension 2 wurde vom Fantasy-Künstler Roger Dean gestaltet, der bereits in den 1970er Jahren für viele der klassischen Yes-Albencover verantwortlich zeichnete. Das Doppelalbum steckt in einem in Magenta gehaltenen Schuber, auf dem eigentlichen Albumcover dominiert die Farbe blau.
Die beiden Cover zeigen eine ähnliche Landschaft wie die des Keys to Ascension-Albums, Inseln, die durch natürliche Brücken verbunden sind.

## Chartplatzierungen
Keys to Ascension 2 (Essential EDF CD 457) erreichte Platz 62 in den englischen Charts.

## Besetzung
- Jon Anderson – Gesang
- Steve Howe – Gitarre, Gesang
- Rick Wakeman – Keyboards
- Chris Squire – Bass, Gesang
- Alan White – Schlagzeug

## Live
Die Livetracks (alle Songs auf CD 1 und die Songs 1 und 2 auf CD2) wurden während dreier Konzerte in San Luis Obispo (4., 5. und 6. März 1996) aufgenommen.
Auf der am 17. Oktober 1997, also zwei Wochen vor der Veröffentlichung von Keys to Ascension 2 gestarteten Open Your Eyes-Tour, die bis zum 14. Oktober 1998 147 Konzerte umfasste, wurde von den Keys to Ascension-Alben nur Children Of Light gespielt. Yes konzertierten sich hauptsächlich auf die Promotion ihres neuen Albums Open Your Eyes.
- Mind Drive wurde allerdings auf der 35th Anniversary Tour 2004 als Teil eines Medleys gespielt und ist auf Songs From Tsongas zu hören
- Foot Prints wurde ebenfalls auf der 35th Anniversary Tour 2004 als Teil desselben Medleys gespielt und ist auf Songs From Tsongas zu hören
- Children Of Light wurde auf der Open Your Eyes-Tour 1997/98 gespielt, eine Liveversion ist nur auf The Mother's Day Concert, einem Livealbum von Jon Anderson, zu hören

## Keys to Ascension 1 and 2
Am 9. März 1998 veröffentlichte CMC nachträglich Keys to Ascension 1 and 2 als 4-CD-Box. Allerdings wurden dafür lediglich die bereits veröffentlichten 4 CDs zu einem Paket zusammengestellt. Die Originalreihenfolge der Konzert-Setlist wurde nicht wiederhergestellt.